# 阿尔芒·特鲁索
阿尔芒·特鲁索（法語：Armand Trousseau，法語發音：[aʁmɑ̃ tʁuso]；1801年10月14日—1867年6月23日）是一位法国內科医生，在医学上有特鲁索综合征等多个发现。